# Nectopanope rhodobaphes
Nectopanope rhodobaphes is een krabbensoort uit de familie van de Xanthidae. De wetenschappelijke naam van de soort is voor het eerst geldig gepubliceerd in 1891 door Wood-Mason & Alcock.